# هجوم لواس الإلكتروني
هجوم لواس الإلكتروني في يناير 2019 تم اختراق موقع الويب الخاص بـ لواس برسالة تهدد «بنشر جميع البيانات وإرسال رسائل البريد الإلكتروني إلى المستخدمين» ما لم يتم دفع 1 بيتكوين في خمسة أيام. في وقت الهجوم كانت عملة البيتكوين الواحدة تساوي 3.385 يورو.

## رد لواس
قطع موقع ترانسفيد دون اتصال بالإنترنت يوم الخميس 3 يناير 2019. بعد ظهر ذلك اليوم قالوا إن السجلات المتأثرة هي تلك الخاصة بالأشخاص الذين سجلوا في نشرة لواس الإخبارية وأنه سيتم الاتصال بهؤلاء الأشخاص خلال الـ 24 ساعة القادمة لإبلاغهم بالانتهاك. لم يتم اختراق أي سجلات مالية. تم إخطار كل من مفوض حماية البيانات ومكتب قراندا الوطني للجرائم الاقتصادية بالهجوم.